# 미리내 성지
미리내 성지(美里川聖地)는 경기도 안성시 양성면 미리내성지로 420에 위치한 한국 천주교회의 사적지로, 본래 경기도 광주, 시흥, 용인, 양평, 화성, 안성 일대 등 초기 천주교 선교지역을 이루던 곳의 하나이며, 한국교회사 처음의 천주교 사제 김대건 신부의 묘소와 그의 어머니 고 우르슬라, 김대건 신부에게 사제품을 준 천주교 조선 교구 제3대 교구장 페레올 주교 그리고 김대건 신부의 시신을 이곳에 안장했던 이민식 빈첸시오 외에도 이름 없는 16명의 천주교 순교자들이 모셔져 있는 곳이다.

## 명칭
성지의 이름인 미리내는 한국의 고유어(순 우리말)로 은하수라는 뜻이다. 이 성지에 미리내라는 이름이 붙게 된 이유는 천주교 신자들이 피운 불빛이 깊은 밤중에 보면 은하수처럼 보인다는 것 때문이었다. 행정구역상으로는 한자로 미리천(美里川)으로 표기하며, 이를 산촌의 이름을 따서 미산리라고 하게 되었다.

## 역사
미리내 성지는 1801년 신유박해와 1839년 기해박해 당시 경기도와 충청도의 천주교 신자들이 마을을 이루어 살았던 지역이며, 1846년 병오박해때 순교한 성 김대건(金大建, 안드레아)신부와 1866년 병인박해때 순교한 이윤일(요한)의 시신이 이곳에 안장되면서 순교 사적지가 되었다.
이후, 1883년 공소가 설치됐다가 3년 뒤인 1886년 본당으로 승격됐다. 하지만 본격적인 성역화 작업은 지난 1972년부터 시작됐다. 성모 성심 수도회와 천주 성삼 성직 수도회가 이곳에 자리 잡은 것을 비롯해 주차장 시설, 김대건 신부 동상, 피정의 집등이 완공됐다.
1980년 들어서는 경당 옆에 3만 평 규모로 광장을 확장하고 미리내 성당에서 경당까지 길 옆에 14처 조각을 세웠고 1987년부터 1989년까지 2년에 걸친 공사 끝에 103위 성인 기념 대성전의 웅장한 모습이 드러났다.
경당에는 현재 모두 여섯 분의 묘소와 함께 김 신부의 하악골(아래턱뼈)을 모셨다. 다른 유해는 가톨릭대학교 신학 대학(성신 교정) 성당 안에 안치돼 있다. 김 신부의 묘역에는 한국 천주교의 3대 주교인 페레올 주교와 미리내의 첫 주임신부인 강도영 마르코 신부, 3대 최문식 베드로 신부 등의 유해가 석관 속에 안치되어 있다.
103위 시성기념성당이 1991년에 완공되었는데, 제대에는 김대건 신부의 비골(종아리뼈)이 모셔져 있고, 2층에는 박해당시의 성구형틀이 전시되어 있다.